# Wolfgang Bergem
Wolfgang Bergem (* 12. Mai 1962 in Saarbrücken) ist ein deutscher Politikwissenschaftler.

## Leben
Von 1983 bis 1988 studierte er Politikwissenschaft, neuere deutsche Literatur und germanistische Linguistik an der Universität des Saarlandes und der Ludwig-Maximilians-Universität München. Nach der Promotion 1992 zum Dr. phil. in München und der Habilitation 2005 an der Universität Wuppertal (Venia legendi für Politikwissenschaft) ist er seit 2018 außerplanmäßiger Professor für Politikwissenschaft an der Universität Siegen.
Seine Forschungsschwerpunkte sind politische Kulturforschung, kulturelle Dimensionen des Politischen, politisches System der Bundesrepublik Deutschland, vergleichende Politikwissenschaft und politische Theorie und Gesellschaftstheorie.

## Schriften (Auswahl)
- Tradition und Transformation. Eine vergleichende Untersuchung zur politischen Kultur in Deutschland. Opladen 1993, ISBN 3-531-12495-1.
- Identitätsformationen in Deutschland. Wiesbaden 2005, ISBN 3-531-14646-7.
- als Herausgeber mit Reinhard Wesel: Deutschland fiktiv. Die deutsche Einheit, Teilung und Vereinigung im Spiegel von Literatur und Film. Berlin 2009, ISBN 978-3-8258-9713-0.
- als Herausgeber mit Paula Diehl und Hans J. Lietzmann: Politische Kulturforschung reloaded. Neue Theorien, Methoden und Ergebnisse. Bielefeld 2019, ISBN 3-8376-4747-1.